# الغنية في الكلام (كتاب)
الغنية في الكلام كتاب في علم الكلام على طريقة أهل السنة الأشاعرة في العقيدة من تأليف الإمام أبي القاسم الأنصاري تلميذ إمام الحرمين الجويني.

## تحقيق اسم الكتاب
لم يُختلف في اسم كتاب الغُنية؛ فقد ذكره تلميذه أبو الفتح الشهرستاني في كتابه نهاية الإقدام في علم الكلام في التعريف بشيخه، فقال عنه: صاحب الغنية وشرح الإرشاد. وكذلك ذكره بهذا الاسم بعض من ترجموا لأبي القاسم الأنصاري. وحكى ابن قاضي شهبة عنه في طبقاته أن له كتاب الغنية، وكذلك نقل عنه الرافعي شيخ الشافعية، والعجلوني في كشف الخفاء ومزيل الإلباس عند كلامه على حديث: «إذا بويع لخليفتين فاقتلوا الآخر منهما»؛ (حديث أخرجه مسلم في صحيحه، كتاب الإمارة باب: إذا بويع لخليفتين). كما أنه اسم الكتاب المثبت على غلاف أصله الخطي، وزِيد عليه إضافة موضوع الكتاب؛ فوُسم بالغنية في الكلام.

## تأليف الكتاب
الذي يغلب على الظن بعد تحقيق الكتاب هو أن الأنصاري صنف كتابه الغنية في مرحلة متأخرة من عمره بعد أن بلغ مرتبة عالية من الإمامة في الدين والقوامة في العلم؛ والذي يرجح هذا الظن أن سبب تأليف الكتاب هو استجابة لطلب ولده أبي الفتح الأنصاري، وأبو الفتح ولد سنة 489 هـ، ولا يظن به أن يطلب مثل هذا الطلب دون العاشرة من عمره على أقل تقدير، فينتج من هذه المقدمات أن تأليف الغنية كان أوائل القرن السادس الهجري تقريباً. وأما ترتيب الكتاب بين مؤلفات أبي القاسم الأنصاري: فإنه لم يصلنا من مؤلفاته سوى الغنية وشرح الإرشاد، وما عداهما في حكم المفقود؛ حيث لا نملك عنها أية بيانات لأصول خطية، وإذا قارنا بين الغنية وشرح الإرشاد وجدنا أن الغنية كان متأخراً في التأليف عن شرح الإرشاد؛ حيث أحال الأنصاري في الغنية - في موضعين منه - على كتابه شرح الإرشاد.

## منهجه في التأليف
موضوع كتاب الغنية هو علم الكلام الذي يعتمد على الأدلة النقلية من القرآن والسنة الصحيحة مع الحجج والبراهين العقلية، الممزوجة بأساليب الجدل وطرائق البحث والمناظرة التي تعد السمة الكبرى والغالبة على ميدان التصنيف في الفكر الكلامي عامة. والأنصاري في كتابه يعتمد على عدة مناهج، وهي كالتالي:
- يعتمد المنهج التحليلي: في استعراض الأدلة وقواعد المنهج التي صدرت عنها كل مقولة يتناولها بالمناقشة والتحليل، وأحياناً يكون الغرض من تحليل المقالة وردها إلى دليلها المنهجي تقوية المقالة باستنادها إلى دليل كلي هو حجة في نفسه، وأحياناً أخرى يكون بالتعرض لأصلها بالتقويم، وقد يكون بالتعرض لأصل المقالة بالإبطال، ومن أمثلة ذلك: نقاشه مع مثبتي قِدَم العالم، ومناقشة قولهم: «لم نجد الفَلَك إلا دواراً؛ فَلَزم الحكم بذلك أبداً، ولم نشاهد إنساناً إلا من نطفة، ولا نطفة إلا من إنسان، ولا ليلاً إلا وقبله نهار، ولا نهاراً إلا وقبله ليل؛ فلزم الحكم بذلك أبداً»؛ فيضعف الأنصاري هذا الاحتجاج بناءً على أنه قياس للغائب على الشاهد من غير جامع يجمع بينهما، ثم يقول لهم - عن طريق الإلزام: «من نشأ في برية، ولم يشرب من الماء إلا عذباً، ولم ير من الإنس إلا سوداً، أيسوغ له الحكم بذلك في الغائب؟ فإن منعوا ذلك فقد نقضوا ما مهدوه، وإن جوزوا هذا الحكم بان تهمتهم، وإن جوزوا هذا الحكم بان تهمتهم».
- وأحياناً يعتمد المنهج المقارن: في مقابلة مذهب بمذهب، أو إضعاف قول وتوهينه عن طريق إلزامه مذهب خصمه؛ من ذلك إلزام المعتزلة في نفيهم الصفات مذهب النصارى في قولهم بالأقانيم؛ لأن الأقنوم بمثابة الحال عنده؛ يقول الأنصاري: «ثم النصاري قالوا: إنه موجود واحد له ثلاثة أقانيم، والأقانيم ليست بموجودات، وإنما هي بمثابة الأحوال عند أبي هاشم، وبمثابة صفات النفس عند الجبائي؛ فمذهب النصارى لازم للمعتزلة».[6]

## المادة العلمية بالكتاب
يسير كتاب الغنية في ترتيب موضوعاته وفق المنهج المعتمد الذي رسمه كبار علماء الأشاعرة بدءاً من الإمام الباقلاني في كتابه تمهيد الأوائل وتلخيص الدلائل، ومروراً بالجويني في الإرشاد، والشامل؛ ذلك الترتيب الذي اعتمد على الاستدلال المشتمل على المباحث النظرية التأصيلية لعلم الكلام، والتي تسمى على لسان الباحثين المعاصرين بنطرية المعرفة، بما تحويه هذه النظرية من مباحث النظر العقلي ومقوماته وأحكامه ووجوبه، والرد على منكريه، والعلم البشري أقسامه ومجالاته. ثم يأتي بعد ذلك الكلام عن إثبات الصانع ووحدانيته؛ أولى موضوعات علم الكلام، ومروراً بموضوعات الإلهيات المختلفة. أما بالنسبة لمادة الكتاب العلمية فكتاب الغنية يظهر الجوانب المختلفة لثقافة أبي القاسم الأنصاري خاصة، كما تتجلى فيه موسوعية الجمع والتأليف التي هي سمة بارزة من سمات التصنيف في الفكر الإسلامي، فالكتاب فضلاً على استغراق المسائل الكلامية التي هي موضوع الكتاب - حافل بقضايا شتى من فنون مختلفة يناقشها الأنصاري، مثل: المباحث الأصولية كمراتب الأخبار وإفادة خبر التواتر العلم، وشروط إفادة خبر الواحد العلم، ومسألة خلو العصر عن مجتهد.
- والمباحث الحديثية، مثل:

1. مسألة مدى حجية الحديث المرسل والمنقطع.
2. تلقي الخبر بالقبول العام يفيد العلم.

- ومن إشاراته التفسيرية:

1. مراعاة قول أئمة التفسير وتضعيف ما لم يقل به أحد منهم إذ اتفاقهم على ترك القول دليل ضعفه.
2. القرآن إنما أنزل لتدبر آياته.

- والمباحث الفقهية، مثل:

1. القرآن منه ما يجب على الكافة معرفته، وهو ما تصح به الصلاة، ومنه ما يجب على الكفاية.
2. العبادات منوطة بالنية.
3. الدين النصيحة.[7]

## الأهمية التاريخية للكتاب
لأهمية التاريخية لكتاب الغنية مظهران:
- المظهر الأول يتعلق بالسابقين على الأنصاري حيث إنه نقل في الغنية مقالات عدد من كبار علماء الأشاعرة الذين لا نملك لهم مصنفات إلى يومنا هذا؛ كعبد الله بن كلاب، وأبي العباس القلانسي، والأستاذ أبي إسحاق الإسفراييني، وأبي القاسم الإسفراييني، أو الذين لا زالت مصنفاتهم مخطوطة أو مفقودة كالقاضي أبي بكر الباقلاني، أولئك الأعلام الذين لا زالت جوانب من مقالاتهم تحتاج إلى كشف وبيان، وهذا الذي جعل ابن تيمية ينقل عن أبي القاسم الأنصاري ما حكاه من مقالات لهؤلاء العلماء؛ لا سيما مقالات الأستاذ أبي إسحاق الإسفراييني.
- والمظهر الثاني من القيمة التاريخية للكتاب هو أن أبا القاسم الأنصاري مؤلف الكتاب يمثل حلقة من حلقات المذهب الأشعري كانت مفقودة؛ حيث إن حلقات المذهب الأشعري متصلة من لدن أبي الحسن الأشعري (324 هـ) حتى الجويني (478 هـ)؛ فإن أبا الحسن أخذ عنه طريقته الجيل الأول من تلاميذه؛ وأهمهم: أبو الحسن الطبري (380 هـ)، وأبو الحسن الباهلي، وأبو عبد الله ابن مجاهد البصري (370 هـ)، وتبعهم طبقة ثانية، أهم رجالاتها أبو بكر الباقلاني (403 هـ)، وابن فورك (406 هـ)، وأبو إسحاق الإسفراييني (418 هـ)؛ يقول الباقلاني: «كنت أنا وأبو إسحاق الإسفراييني، وأبو بكر بن فورك معاً في درس أبي الحسن الباهلي»، ثم اتصلت بعد ذلك حلقات المذهب الأشعري بعد هؤلاء الثلاثة الأقطاب؛ فجاء في الطبقة التالية لهم أعلام كبار هم أئمة المذهب في طبقته الرابعة؛ كأبي منصور البغدادي (429 هـ)، الآخذ عن الإسفراييني، والقشيري (465 هـ)، الآخذ عن ابن فورك والإسفراييني، والبيهقي (458 هـ)، الآخذ عن ابن فورك، وكان خاتمة هذه الطبقة إمام الحرمين أبو المعالي الجويني الآخذ عن أبي إسحاق الإسفراييني، وعن الجويني تفرع في المذهب الأشعري فرعان: أحدهما طريق أبي حامد الغزالي (505 هـ)، ومن بعده القاضي أبو بكر بن العربي (543 هـ)، والثاني: طريق أبي القاسم الأنصاري، وعنه أخذ ضياء الدين الرازي والد الإمام فخر الدين الرازي، وأبو الفتح الشهرستاني (548 هـ)، وعن الضياء الرازي أخذ ولده الفخر الرازي (606 هـ)، الذي تعد إضافاته على المذهب ذات تأثير كبير، ولم يأت بعد الرازي إلا قليلون ممن لم أثر بارز في المذهب الأشعري؛ كسيف الدين الآمدي، وعضد الدين الإيجي. ومن هنا يظهر أن الأنصاري امتداد وحلقة لفرع هام في المذهب الأشعري، الذي وصل المذهب بها إلى الإمام الرازي أهم شخصيات المذهب الأشعري من المتأخرين. قال ابن خلكان حاكياً عن الفخر الرازي إسناده في تلقي المذهب إلى أبي الحسن الأشعري: «ذكر فخر الدين في كتابه الذي سماه (تحصيل الحق) أنه اشتغل في علم الأصول على والده ضياء الدين عمر، ووالده على أبي القاسم سليمان بن ناصر الأنصاري، وهو على إمام الحرمين إبي المعالي، وهو على الأستاذ أبي إسحاق الإسفراييني، وهو على الشيخ أبي الحسن الباهلي، وهو على شيخ السنة أبي الحسن علي بن إسماعيل الأشعري، وهو على أبي علي الجبائي - أولاً - ثم رجع عن مذهبه ونصر مذهب أهل السنة والجماعة».[8]